# Kępno-Północ (gmina)
Kępno-Północ (od 1973 Kępno) – dawna gmina wiejska istniejąca w latach 1934–1954 w woj. poznańskim (dzisiejsze woj. wielkopolskie). Siedzibą władz gminy było miasto Kępno, które jednak nie wchodziło w jej skład (gmina miejska).
Gmina zbiorowa Kępno-Północ została utworzona 1 sierpnia 1934 roku w powiecie kępińskim w woj. poznańskim z dotychczasowych jednostkowych gmin wiejskich: Borek Mielęcki, Domanin, Krążkowy, Kierzno, Kochłowy, Mechnice, Mikorzyn, Osiny, Ostrowiec, Przybyszew, Rzetnia, Szklarka Mielęcka i Turze (oraz z obszarów dworskich, położonych na tych terenach lecz nie wchodzących w skład gmin). 
Po wojnie gmina zachowała przynależność administracyjną. Według stanu z dnia 1 lipca 1952 roku gmina składała się z 13 gromad: Borek Mielęcki, Domanin, Kierzno, Kochłowy, Krążkowy, Mechnice, Mikorzyn, Osiny, Ostrówiec, Przybyszew, Rzetnia, Szklarka Mielęcka i Turze. Gmina została zniesiona 29 września 1954 roku wraz z reformą wprowadzającą gromady w miejsce gmin.
Jednostki nie przywrócono 1 stycznia 1973 roku po reaktywowaniu gmin, utworzono natomiast jej terytorialny odpowiednik – gminę Kępno.